# 中國體育史

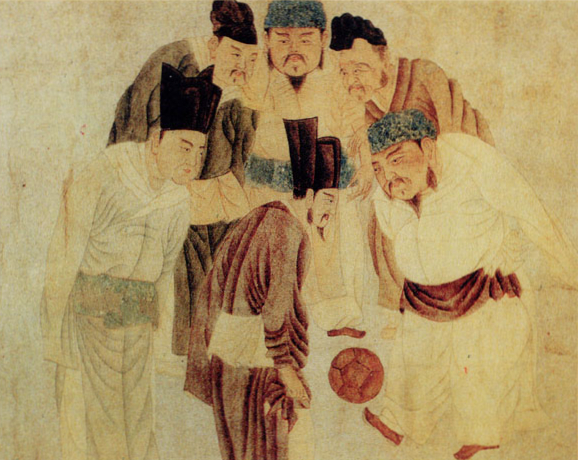
元朝画家钱选临摹《宋太祖蹴鞠图》

中国体育有着久远的历史。

## 清朝体育
晚清时期，某些传统体育项目逐渐衰退。而随着西风东渐，西式体育项目开始进入中国。宣统二年（1910年），南京举办了南洋劝业会，是中国历史上第一次官办国际性博览会。10月18日至22日，传教士爱克斯纳通过上海基督教青年会在南洋劝业会场地举办“全国学校区分队第一次体育同盟会”，简称全国学界运动会。这是中国举办的第一次全国性运动会，被定义为“首次以奥运会模式的全国性的体育竞赛大会”。辛亥革命后，追认为第一届全国运动会。

## 中华民国大陆时期
1930年，中华民国政府首次以政府名义组织了第四届全国运动会。随着女性解放和放足运动的开展，女性亦参与到体育运动中。1933年10月，在南京举办的第五届运动会第一次将女子五项游泳列为正式比赛项目。女运动员着泳装出场时。而保守的观众则评价道：“罪孽！罪孽！女子洗澡，还招人来看，真是人间不知有羞耻事。”